# Comuna Giulvăz, Timiș
Giulvăz este o comună în județul Timiș, Banat, România, formată din satele Crai Nou, Giulvăz (reședința), Ivanda și Rudna.

## Demografie
Componența etnică a comunei Giulvăz
     Români (75,72%)
     Romi (8,37%)
     Sârbi (3,22%)
     Alte etnii (1,46%)
     Necunoscută (11,23%)
Componența confesională a comunei Giulvăz
     Ortodocși (73,96%)
     Penticostali (7,49%)
     Ortodocși sârbi (3,03%)
     Romano-catolici (2,25%)
     Alte religii (1,4%)
     Necunoscută (11,88%)
Conform recensământului efectuat în 2021, populația comunei Giulvăz se ridică la 3.072 de locuitori, în scădere față de recensământul anterior din 2011, când fuseseră înregistrați 3.075 de locuitori. Majoritatea locuitorilor sunt români (75,72%), cu minorități de romi (8,37%) și sârbi (3,22%), iar pentru 11,23% nu se cunoaște apartenența etnică. Din punct de vedere confesional, majoritatea locuitorilor sunt ortodocși (73,96%), cu minorități de penticostali (7,49%), ortodocși sârbi (3,03%) și romano-catolici (2,25%), iar pentru 11,88% nu se cunoaște apartenența confesională.

## Politică și administrație
Comuna Giulvăz este administrată de un primar și un consiliu local compus din 13 consilieri. Primarul, Florentin Gheorghe Cristeți[*], de la Partidul Social Democrat, este în funcție din 2008. Începând cu alegerile locale din 2024, consiliul local are următoarea componență pe partide politice:
|  | Partid                          | Consilieri | Componența Consiliului | Componența Consiliului | Componența Consiliului | Componența Consiliului | Componența Consiliului | Componența Consiliului | Componența Consiliului |
|  | ------------------------------- | ---------- | ---------------------- | ---------------------- | ---------------------- | ---------------------- | ---------------------- | ---------------------- | ---------------------- |
|  | Partidul Social Democrat        | 7          |                        |                        |                        |                        |                        |                        |                        |
|  | Alianța pentru Unirea Românilor | 2          |                        |                        |                        |                        |                        |                        |                        |
|  | Alianța Dreapta Unită           | 2          |                        |                        |                        |                        |                        |                        |                        |
|  | Uniunea Sârbilor din România    | 1          |                        |                        |                        |                        |                        |                        |                        |
|  | Partidul S.O.S. România         | 1          |                        |                        |                        |                        |                        |                        |                        |

## Personalități născute aici
- Alexandru Nichici (1935 - 2020), inginer, profesor universitar.